# José Andrés Soto
José Andrés Soto (Mar del Plata, 24 de octubre de 1944) es un periodista, editor y escritor argentino, con actuación también en Chile, Perú y Brasil.

## Biografía
Andrés Soto se inició en los medios de comunicación en el año 1960 en la corresponsalía marplatense del diario Correo de la Tarde, donde comenzó su formación con maestros como Justo Piernes y Juan Carlos Petrone. Se recibió en 1963 en la Escuela de Periodismo de Mar del Plata, dirigida por el profesor Roberto del Valle y el periodista Félix Ayesa.  En 1971, becado por Unesco, formó parte del XIII Curso de Perfeccionamiento en Periodismo del Centro Internacional de Estudios Superiores de Periodismo para América Latina (CIESPAL), en Quito, con profesores como Joffre Dumazedier, Raúl Chavarri y Ramiro Samaniego. Fue profesor y director de estudios técnicos del Instituto de Ciencias de la Información Domingo Faustino Sarmiento -ex Escuela de Periodismo- hasta que la institución fue transferida a la Universidad de Mar del Plata, que en 1976 -durante la dictadura- suprimió la carrera.
Entre los años 1964 y 1969 fue redactor, jefe de deportes y jefe de cierre del diario El Trabajo, de Mar del Plata, donde -entre cientos de reportajes- publicó la primera nota perodística a  Luis Alberto Spinetta. Entre 1970 y 1976 fue redactor y secretario de redacción del vespertino El Atlántico, dirigido por Jorge Alfieri. En 1977 diseñó y desarrolló la edición matutina de ese mismo diario.
En radio se inició en 1964 junto a Raúl Ramírez y Helmer Uranga. Fue relator y comentarista deportivo en LU6 Radio Atlántica y condujo programas de interés general hasta que se trasladó a Buenos Aires, en 1977 y firmó contrato de exclusividad con la naciente Editorial Perfil.
En 1979 creó la revista Semanario, el mayor éxito editorial de la década del 80, y cinco años después la revista femenina Mía, la de mayor circulación durante décadas en la Argentina. Como director editorial de Perfil, creó, dirigió y/o supervisó decenas de publicaciones y desarrolló junto a Jorge Fontevecchia el concepto de “ingeniería editorial” en revistas,  que luego implementaría en otros países. Fue miembro del directorio de Editorial Perfil (1995-2004), del Diario Perfil (1999-2004), y de Editorial Perfil Chile (2004-2011).
En Brasil, fue director superintendente (CEO) de Editora Caras entre 1996 y 1999, período de consolidación de la revista Caras, el mayor éxito editorial surgido en América Latina en los últimos 50 años. Publicó O Livro dos 500 anos do Brasil (1996), la primera historia de la bossa nova en fascículos y CDs (1997), coordinada por Oswaldo De Almeida y la colección Genios da pintura (1998), luego replicada en la Argentina.
En Chile, lanzó varias revistas (Luz, Luna, Hombre) entre 2004 y 2010; simultáneamente en Perú la revista Luna en el 2006, y más tarde, entre 2010 y 2012 desarrolló y codirigió la Editorial Amauta, lanzando -entre otras-  las revistas Hola! Perú y G de Gestión y relanzando Somos con el diario El Comercio.  
Fue director de BSC Comunicación S.A., con sede en Santiago de Chile, desde donde desarrolló programas para Editores Nacionales de Ecuador (revista Vistazo) y Motor Press Brasil (Carro, SportLife).
Se ha caracterizado por su contribución a la formación profesional de periodistas y editores más jóvenes, varios de los cuales pasaron a ocupar lugares importantes en medios de comunicación de Argentina y Brasil. En 2010 se le concedió el Premio a la Trayectoria en la editorial Perfil.
Como editor literario, produjo los libros Mi pueblo se llama Mar del Plata (2015) y El deporte y la vida (2017), de Mario Trucco, a quien consideraba el mejor periodista nacido en Mar del Plata. Ambas obras fueron consideradas de interés especial por el Concejo Deliberante de General Pueyrredón.
En 2022 le fue otorgado el premio a la trayectoria como periodista deportivo nacional por el Círculo de Periodistas Deportivos (CPD) de Mar del Plata.
En 2024 se publicó su primera novela: Mardelplata, un retrato coral de la famosa ciudad balnearia que recorre sus lugares más representativos a través de sus personajes.